# Comic-Manifest
Das Comic-Manifest wurde im September 2013 im Rahmen des Internationalen Literaturfestivals Berlin verabschiedet. Es hat eine größere Anerkennung von Comics als Kunstform zum Ziel.

## Inhalt
Das Manifest geht darauf ein, dass Comics wie weitere Künste oder Medien (wie Film, Musik, Oper oder Theater) zwar stark beachtet und auch ausgezeichnet werden, im Gegensatz dazu aber kaum Förderung erfahren. So wird im ersten Teil Text des Manifests finanzielle Unterstützung für Autoren, Zeichner und Verlage gefordert.
Der zweite Teil zielt auf die Einrichtung eines Institutes für Comics ab, welches Comicschaffende unterstützt, sich wissenschaftlich mit Comics auseinandersetzt und der Bildung dient.

## Unterstützer und Kritik
Der Text fand fast 100 Erstunterzeichner, darunter Titus Ackermann, Bela B., Martin tom Dieck, Andreas C. Knigge, Stefan Neuhaus, Mawil oder Ulrich Wickert. Kritisiert wird, dass der Schwerpunkt auf dem finanziellen Aspekt liege und zudem mehrere bekannte Künstler nicht als Unterstützer vertreten seien; so fehlen u. a. Flix und Ralf König. Darüber hinaus seien zwar Graphic Novels erwähnt, weitere Comicformen wie Mangas aber ausgespart.